# Barbarská sublimace
Barbarská sublimace je třetí díl druhé řady amerického televizního seriálu Teorie velkého třesku. V této epizodě hostují Mark Harelik, Tyler Jon Olson a Mark Hames. Režisérem epizody je Mark Cendrowski.

## Děj
Penny zapomněla klíče od bytu doma a tak ji Sheldon nechá čekat na zámečníka u sebe. Začne mu povídat o tom, jak je frustrovaná z toho, že neudělala žádný pokrok ve své herecké kariéře a že už šest měsíců neměla sex. Sheldon při jejím povídání hraje hru Age of Conan, o kterou se sama začne zajímat a kterou sama začne hrát. Postupem času začíná být Sheldon unaven z toho, že za ním Penny každou chvíli chodí, aby jí poradil, co a jak má dále dělat. Poprosí tedy Leonarda, aby s ní promluvil, ona ho však prakticky ignoruje. Zkouší si s ní tedy popovídat skrz svou postavu v uvedené hře, ona mu však obratem setne hlavu. Sheldon následně přijde na to, že Penny potřebuje sex, aby upustila svému stresu a obnovila svůj život. Zkouší jí tedy najít partnera přes seznamku, v čemž však neuspěje. Penny nakonec sama přijde na to, že je na hře až příliš závislá, když přijme Howardovo virtuální pozvání na rande.

## Obsazení
| Johnny Galecki  | Leonard Hofstadter |
| Jim Parsons     | Sheldon Cooper     |
| Kaley Cuoco     | Penny              |
| Simon Helberg   | Howard Wolowitz    |
| Kunal Nayyar    | Raj Koothrappali   |
| Sara Gilbert    | Leslie Winkle      |
| Mark Harelik    | Dr. Gablehauser    |
| Tyler Jon Olson | Blaine             |
| Mark Hames      | Tom                |